# Smilla Vallotto
Smilla Vallotto (Genève, 23 maart 2004) is een voetbalspeelster uit Zwitserland. Ze speelt als middenvelder voor VfL Wolfsburg in de Bundesliga.

## Vroegere leven
Vallotto werd geboren in Genève, Zwitserland, als de dochter van een Zwitsers-Italiaanse vader en een Noorse moeder. Ze groeide op in de Noorse stad Stavanger in een meertalig gezin. Vallotto sprak vier talen. Ze speelde in haar jeugd voetbal bij de lokale amateurclubs Forus og Gausel IL en Hinna IL, alvorens ze overstapte naar een jeugdteam van Viking.

## Clubcarrière
In 2019 maakte Vallotto haar debuut voor Viking in de Noorse tweede divisie, het derde niveau van Noorwegen. Ze maakte op vijftienjarige leeftijd zes optredens in de hoofdmacht.
Voorafgaande aan het seizoen 2020 maakte Vallotto de overstap naar Stabæk. Op 3 juli 2021 maakte ze voor deze club haar debuut in de Toppserien, het hoogste Noorse voetbalniveau, in een met 0-4 verloren wedstrijd tegen LSK Kvinner. In het seizoen 2022 groeide Vallotto uit tot basisspeelster en had ze een groot aandeel in de behaalde vierde plaats in de Toppserien.
Op 16 augustus 2023 maakte Vallotto een transfer naar het Zweedse Hammarby IF in de Zweedse Damallsvenskan waar ze een twee en halfjarig contract tekende. Vallotto maakte op 1 september 2023 haar debuut in de Damallsvenskan in een uitwedstrijd Växjö DFF. Ze kwam als invalster binnen de lijnen en bepaalde de eindstand op 0-3. Met Hammarby IF werd Vallotto in 2023 kampioen van de Damalsvenskan, de eerste titel van de club in 38 jaar. Valotto kwam dat seizoen negen competitiewedstrijden in actie. Op 11 juni 2025 tekende Vallotto een driejarig contract bij de Duitse topclub VfL Wolfsburg.

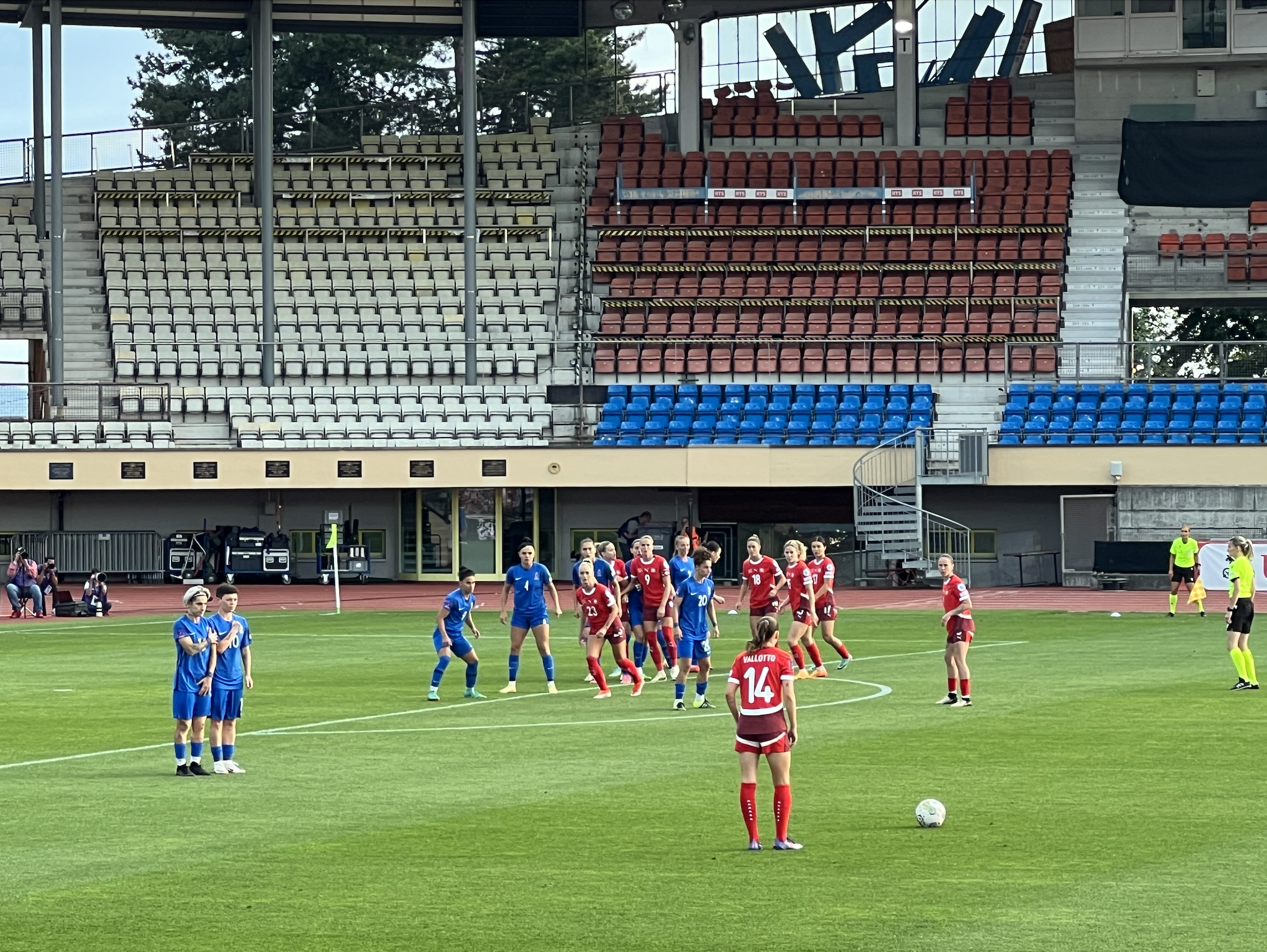
Vallotto neemt een vrije trap in een wedstrijd tegen Azerbeidzjan in Lausanne in juli 2024.

## Statistieken
| Seizoen | Club        | Land      | Competitie     | Wedstrijden | Doelpunten |
| ------- | ----------- | --------- | -------------- | ----------- | ---------- |
| 2021    | Stabæk      | Noorwegen | Toppserien     | 6           | 0          |
| 2022    | Stabæk      | Noorwegen | Toppserien     | 22          | 1          |
| 2023    | Stabæk      | Noorwegen | Toppserien     | 16          | 1          |
| 2023    | Hammarby IF | Zweden    | Damallsvenskan | 16          | 1          |
| 2024    | Hammarby IF | Zweden    | Damallsvenskan | 26          | 5          |
| 2025    | Hammarby IF | Zweden    | Damallsvenskan | 10          | 1          |
| Totaal  | Totaal      | Totaal    | Totaal         | 89          | 9          |

Laatste update: 11 juni 2025

## Interlandcarrière
Valotto had de mogelijkheid om uit te kunnen komen voor Zwitserland, Italië en Noorwegen. Ze koos voor haar geboorteland Zwitserland. In 2023 maakte Vallotto haar debuut voor het Zwitserse nationale team.